# Shepton Mallet
Shepton Mallet est une ville du Somerset, en Angleterre.
Elle est traversée par la Sheppey, un affluent de la Brue, ainsi que par Fosse Way, l'une des voies romaines d'Angleterre.

## Jumelages
- Misburg (Allemagne)
- Oissel (France)
- Bollnäs (Suède)